# Lista över ledamöter i Samiska parlamentariska rådet
Lista över ledamöter i Samiska parlamentariska rådet förtecknar de personer som valts in att representera Sametingen i Norge, Sverige och Finland.

## Sametinget i Sverige

### Ledamöter 2013–2017
| Ledamot                 | Parti                  |
| ----------------------- | ---------------------- |
| Lars-Paul Kroik         | Albmut                 |
| Håkan Jonsson           | Jakt- och fiskesamerna |
| Veronica Håkansson      | Jakt- och fiskesamerna |
| Josefina Lundgren Skerk | Jakt- och fiskesamerna |
| Ol-Johan Sikku          | Min Geaidnu            |
| Per-Olov Nutti          | Samelandspartiet       |
| Jan Rannerud            | Vuovdega               |
| Per-Mikael Utsi         | Guovssonásti           |

### Ledamöter 2021–2025
| Ledamot            | Parti        |
| ------------------ | ------------ |
| Håkan Jonsson      |              |
| Stefan Mikaelsson  |              |
| Naadja Östergren   |              |
| Veronica Håkansson |              |
| Marianne Gråik     |              |
| Káren-Ann Hurri    |              |
| Lars Miguel Utsi   | Guovssonásti |